# カルパトカ
カルパトカ (ポーランド語: karpatka)、あるいはカルパッカは、カスタードなどをシュー皮の生地に詰めて作るポーランドの伝統的なクリームパイである。山の尾根のような形の生地に雪のような粉糖を振りかけるため、カルパティア山脈にちなんでカルパトカと名付けられた。

## 作り方
カルパトカには2種類のペイストリー生地を使うこともあり、ベースはシュー皮かパート・ブリゼを使う。マーマレードのようなジャム類を生地に塗ったり、クリームにヴァニラやカルダモンなどを加えることもある。上にぶ厚くカスタードクリームをのせ、その上にシュー皮をのせる。オーブンで焼くと山のようなひだのある形にふくれる。上には粉糖をまぶすことが多い。見た目がカルパティア山脈の雪をいただいた尾根のような形になるためカルパトカという名前で呼ばれている。ケーキというよりはミルフィーユに近い菓子で、ナポレオンカなどに似ている。

## 来歴

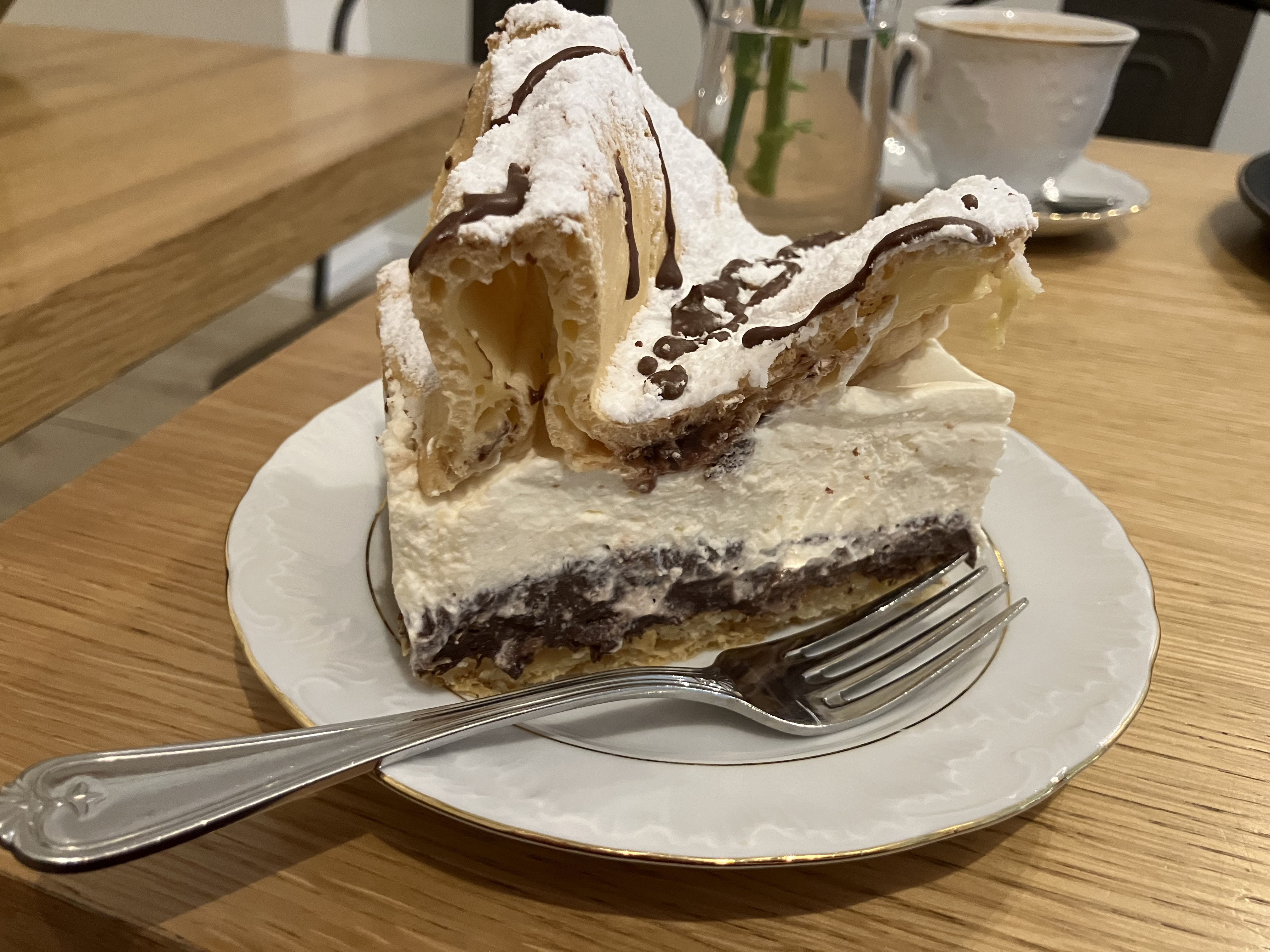
チョコレートカルパトカ

このデザートの起源ははっきりせず、1950年代から1960年代になる時期頃にできた可能性が高いが、1970年代から1980年代頃になってやっとよく知られるようになった。「カルパトカ」という名前は1972年に文献学の学生の一団がそう呼んでいる記録が初出である。 
ポーランドではカルパトカを自宅で作るためのベーキングミックスも売られており、1995年には食品会社のDelectaがポーランド特許庁で「カルパトカ」を自社のパウダーのための商標として登録しようとした。